# Bulbophyllum dissolutum
Bulbophyllum dissolutum là một loài phong lan thuộc chi Bulbophyllum.